# Paige Pearce
Paige Pearce Gore (21 de marzo de 1995) es una deportista estadounidense que compitió en tiro con arco, en la modalidad de arco compuesto.
Ganó tres medallas en el Campeonato Mundial de Tiro con Arco al Aire Libre, dos platas en 2019 y bronce en 2021, y una medalla de oro en el Campeonato Mundial de Tiro con Arco en Sala de 2018.

## Palmarés internacional
| Campeonato Mundial al Aire Libre | Campeonato Mundial al Aire Libre | Campeonato Mundial al Aire Libre | Campeonato Mundial al Aire Libre |
| Año                              | Lugar                            | Medalla                          | Prueba                           |
| -------------------------------- | -------------------------------- | -------------------------------- | -------------------------------- |
| 2019                             | 's-Hertogenbosch (Países Bajos)  | Medalla de plata                 | Individual                       |
| 2019                             | 's-Hertogenbosch (Países Bajos)  | Medalla de plata                 | Equipo                           |
| 2021                             | Yankton (Estados Unidos)         | Medalla de bronce                | Equipo                           |
| Campeonato Mundial en Sala       |                                  |                                  |                                  |
| Año                              | Lugar                            | Medalla                          | Prueba                           |
| 2018                             | Yankton (Estados Unidos)         | Medalla de oro                   | Equipo                           |